# Cono (geometría)

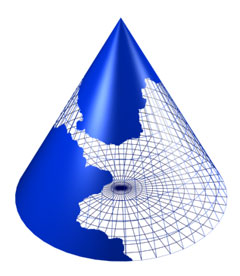
Ejemplo de cono.

Generación de un cono sólido por revolución.

En geometría, un cono recto es un sólido de revolución generado por el giro de un triángulo rectángulo alrededor de uno de sus catetos. Al círculo conformado por el otro cateto se denomina base y al punto donde confluyen las generatrices se llama vértice.

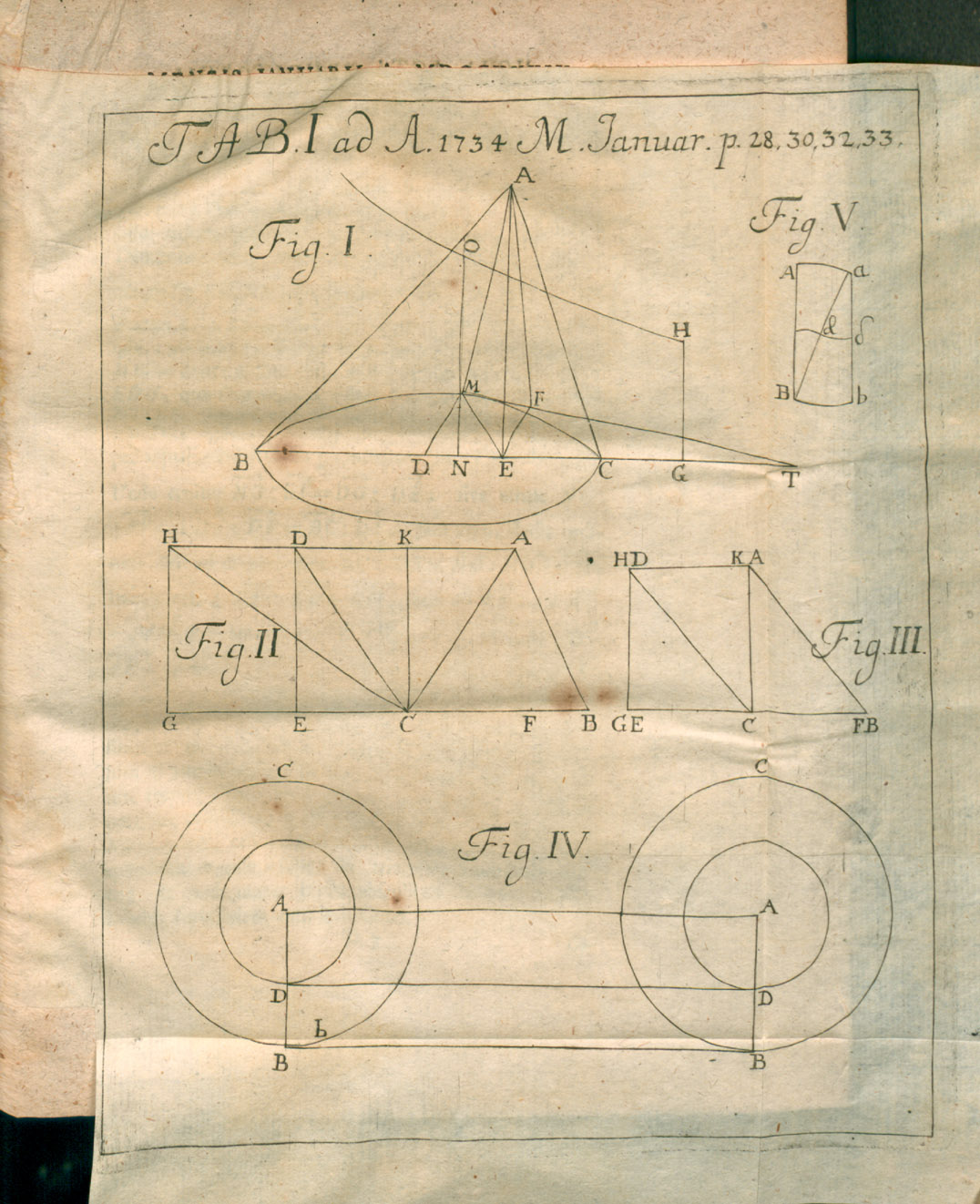
Ilustración desde la reseña de Problemata mathematica... publicada en Acta eruditorum, 1734

## Elementos

### Directriz
Es el perímetro de la base del cono. Se trata de una curva plana: una circunferencia.

### Vértice
Es el punto fijo exterior al plano de la directriz. Ordinariamente, las respectivas semirrectas originadas por el vértice, generan dos partes de la superficie llamadas mantos.

### Generatriz
Es la recta que pasa por el vértice y un punto de la directriz, la unión de estas rectas constituye la superficie cónica. También, se denomina altura inclinada.

### Base
Si la directriz es una circunferencia, el sólido limitado por la respectiva superficie cónica y el círculo que clausura la circunferencia se llama cono circular recto, entonces el círculo respectivo se llama base del cono.

### Altura
Se mide de abajo hacia arriba, en un caso restringido de que un triángulo rectángulo ( como subconjunto bidimensional) gire en torno de uno de sus catetos, y se engendra un cono circular recto. Justamente, el cateto eje se llama, tanto como segmento y cuanto en medida altura del cono.

### Cono (sólido geométrico)
Usualmente, se considera un círculo y un punto exterior al plano del círculo. La unión de todos los segmentos de extremo en un punto del círculo y extremo común, el punto exterior, se llama cono, considerado como un sólido geométrico.

### Apertura
Es el ángulo máximo entre dos rectas generatrices de la superficie lateral del cono.

## Propiedades

### Área de la superficie cónica
El área {\displaystyle A\,} de la superficie del cono recto es:
{\displaystyle A=A_{Base}+A_{Lateral}=\pi r^{2}+\pi ra\,\!}
donde r es el radio de la base y a la longitud de la generatriz del cono recto.

La generatriz de un cono recto es la hipotenusa del triángulo rectángulo que conforma con la altura del cono y el radio de la base; 
su longitud es: {\displaystyle a={\sqrt {h^{2}+r^{2}}}\,}.

### Desarrollo plano de un cono recto

Desarrollo plano del cono.

El desarrollo plano de un cono recto es un sector circular y un círculo.
El sector circular está delimitado por dos generatrices, siendo la medida del lado curvo igual a la longitud de la circunferencia de la base.
La distancia a es la longitud de la generatriz.
El valor del ángulo sombreado en la figura, en grados sexagesimales, es:

{\displaystyle \mathrm {{\acute {a}}ngulo} =360{\frac {r}{a}}\,}.

### Volumen de un cono
El volumen {\displaystyle V\,} de un cono de radio {\displaystyle r\,} y altura {\displaystyle h\,} es 1/3 del volumen del cilindro que posee las mismas dimensiones:
{\displaystyle V={\frac {\pi \cdot r^{2}\cdot h}{3}}\,\!}
En la proposición 10 del libro XII de los Elementos de Euclides se demuestra, con argumentos geométricos, la afirmación anterior. También se llega a la misma usando el cálculo integral, sumando los cilindros elementales que se determinan por la intersección de planos paralelos a la base del cono y cuyos radios varían en función de la distancia a la base.
La suma de los infinitos cilindros elementales de altura {\displaystyle dx} está definida por la integral {\displaystyle \int _{0}^{h}A(x)dx\,\!}, 
donde {\displaystyle A(x)\,} es el área de la sección perpendicular a la altura, con relación a la altura {\displaystyle h}, en este caso {\displaystyle A(x)=\pi \left({\frac {rx}{h}}\right)^{2}}.

## Cono oblicuo

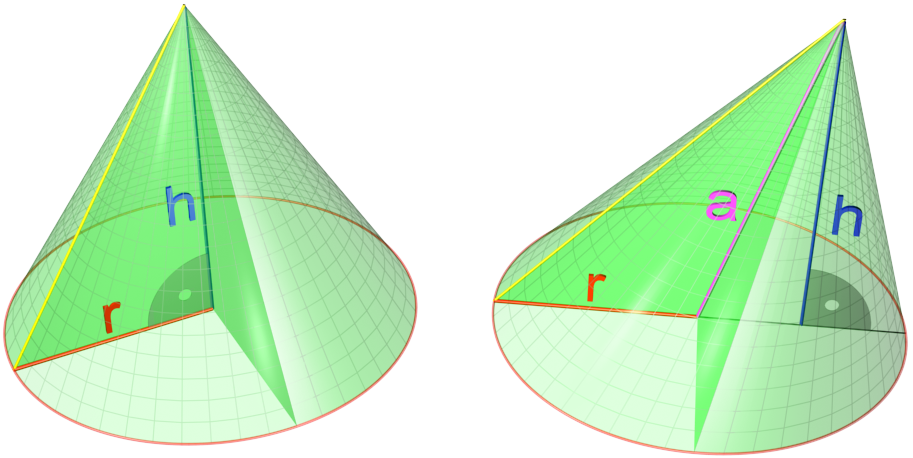
Secciones de un cono recto y un cono oblicuo de base circular.

Un cono oblicuo es aquel cono cuyo eje de revolución no es perpendicular a su base. 
Pueden ser de dos tipos: de base circular o de base elíptica. El de base elíptica es el cuerpo geométrico resultante de cortar un cono recto mediante un plano oblicuo a su eje de revolución.
La base es un círculo o una elipse, y la altura es el segmento que contiene al vértice, siendo perpendicular al plano de la base; pero no es coincidente con el eje del cono.

### Superficie y desarrollo
La superficie lateral de un cono oblicuo es un triángulo curvilíneo, con dos generatrices por lados y base semielíptica.
La superficie de la base de un cono oblicuo es un círculo o una elipse.

### Volumen
La ecuación empleada para hallar el volumen de un cono oblicuo de base circular es similar a la del cono recto:

{\displaystyle V={\frac {\pi r^{2}h}{3}}}

donde {\displaystyle \scriptstyle r} es el radio de la base y {\displaystyle \scriptstyle h} la altura del cono oblicuo. La ecuación del volumen de un cono oblicuo de base elíptica es:

{\displaystyle V={\frac {\pi abh}{3}}}

siendo {\displaystyle \scriptstyle a} y {\displaystyle \scriptstyle b} los semiejes de la elipse y {\displaystyle \scriptstyle h} la altura del cono oblicuo. La justificación de estas dos fórmulas se basa en el principio de Cavalieri cuyo enunciado es el siguiente:
| Si dos cuerpos tienen la misma altura y además tienen igual área en sus secciones planas realizadas a una misma altura, poseen entonces: igual volumen |

Igualmente dentro del cálculo infinitesimal las fórmulas anteriores puede demostrarse sin necesidad del principio de Cavalieri.

## Secciones cónicas

Distintas secciones cónicas.

Secciones cónicas.

Al cortar con un plano a una superficie cónica, se obtiene distintas figuras geométricas: las secciones cónicas. Dependiendo del ángulo de inclinación y la posición relativa, pueden ser: circunferencias, elipses, parábolas e hipérbolas.
Si el plano pasa por el vértice la intersección podrá ser: una recta, un par de rectas cruzadas o un punto (el vértice).
Las curvas cónicas son importantes en la astronomía: dos cuerpos masivos que interactúan según la ley universal de la gravitación, describen órbitas similares a secciones cónicas: elipses, hipérbolas o parábolas en función de sus distancias, velocidades y masas. 
También son muy útiles en aerodinámica y otras aplicaciones industriales, ya que permiten ser reproducidas por medios simples con gran exactitud, logrando volúmenes, superficies y curvas de gran precisión.

## Ecuación en coordenadas cartesianas

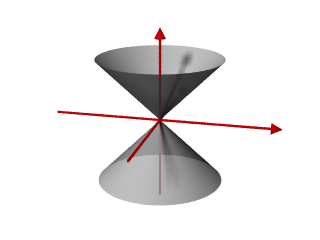
Superficie cónica.

En Geometría analítica y Geometría diferencial, el cono es el conjunto de puntos del espacio que verifican, respecto un sistema de coordenadas cartesianas, una ecuación del tipo: 

{\displaystyle {\frac {x^{2}}{a^{2}}}+{\frac {y^{2}}{b^{2}}}-{\frac {z^{2}}{c^{2}}}=0\,}

Este conjunto también coincide con la imagen de la función: 

{\displaystyle X(\theta ,t)=(at\cos(\theta ),bt\operatorname {sen}(\theta ),ct),\,}

que es llamada parametrización usual del cono.
Por ejemplo, en el caso de que a = b (no nulos), este conjunto es obtenido a partir de rotar la recta {\displaystyle (t,0,{\frac {c\,t}{a}})\,} respecto al eje z, y por eso es llamada parametrización de revolución.
El cono no es una superficie regular, pues posee una singularidad: su vértice; quitándolo se convierte en una superficie regular disconexa y abierta. Entre sus características, podemos destacar que es una superficie reglada (es decir que se puede generar por el movimiento de una recta), y es desarrollable, es decir, que se puede desplegar sobre un plano; técnicamente esto se expresa diciendo que su curvatura gaussiana es nula (como en el plano o el cilindro).